# Nicola Chiaromonte
Nicola Chiaromonte, né le 12 juillet 1905 à Rapolla et mort le 18 janvier 1972 à Rome, est un activiste et écrivain italien.

## Biographie
En 1934, il fuit l'Italie pour la France, après s'être opposé au gouvernement fasciste de Mussolini. À Paris, il contribue à la revue Giustizia e Libertà. Pendant la Guerre d'Espagne, il vole dans l'escadre d'André Malraux. Après avoir déménagé à New York en 1941, il joue un rôle important dans la scène intellectuelle anti-staliniste de gauche de l'époque, écrivant pour The Nation, The New Republic et Partisan Review. De retour en Italie après la guerre, il fonde, avec Ignazio Silone, la revue Tempo presente puis devient critique théâtral au Mondo et à L'Espresso.

## Œuvres
- La situazione drammatica (1960)
- Le Paradoxe de l'Histoire, Institut culturel italien de Paris, 2014 ((it) Credere e non credere, Éditions Bompiani, 1971), trad. Carole Cavallera  (ISBN 978-2-9192-0506-6)
- Scritti politici e civili (1976)
- Scritti sul teatro (1976)
- Silenzio e parole (1978)
- Il tarlo della conscienza (1992)
- Che cosa rimane. Taccuini 1955-1971 (1995)
- Fra me e te la verità, lettere a Muska (2013)
- Nicola Chiaromonte- Albert Camus, Correspondance 1945-1959, Paris, Gallimard, 2019  (ISBN 978-2072746642)